# Etro
Etro est une entreprise italienne de prêt à porter, fondée en 1968. Elle est restée familiale, et les enfants du fondateur sont les dirigeants.
Etro appartient au groupe de luxe français LVMH, sa direction artistique est assurée par Marco De Vincenzo depuis juin 2022.
Etro possède une ligne de vêtements pour hommes, une autre pour femmes, en plus des accessoires, des parfums, et d'autres produits. La société est connue pour son utilisation du motif cachemire ou paisley.

## Histoire
Etro a été fondée en 1968 par Gerolamo Gimmo Etro comme une entreprise fabriquant du tissu,. La principale signature stylistique d'Etro, au cours de ses premières décennies a été le motif paisley, et les variations sur ce thème. Le siège de la société est situé à Milan, sur la Via Spartaco, a été rénové en 1977. Le siège  comprend des exemples des arts du textile archivés dans une bibliothèque. Le directeur du département textile, Jacopo Etro a commenté plus tard la période des débuts de l'entreprise, déclarant qu'il avait commencé à visiter les archives, lorsqu'il était enfant, et a passé de nombreuses heures à copier les dessins des tissus et à expérimenter avec un style propre.
Après un voyage en Inde en 1981, les dirigeants ont commencé la production de  textiles d'ameublement. Le motif du Paisley trouvé au cours de ce voyage, est maintenant synonyme de la marque selon le magazine magazine Elle.
La société a commencé à produire des articles en Cuir, en 1984, conçu à partir de  tissus Jacquards contenant des motifs de Paisley. Etro a ensuite commencé sa collection pour maison en 1985. La collection de Parfums  a été lancée en 1989, faisant ses débuts dans la boutique phare de la marque, située sur la Via Verri.
Le premier défilé de mode de la maison a eu lieu au cours de la fashion week de Milan en 1996. La société a commencé la vente par correspondance en 1999, par le biais de publicité dans le New York Times, et Etro a commencé à vendre ses vêtements en ligne en 2013 en plus de la vente en détail. En 2014, une monographie sur l'histoire de l'entreprise intitulée Etro a été publié par la maison d'édition Rizzoli.
En juillet 2021, le fonds L Catterton annonce l'acquisition de 60 % d'Etro, pour 500 millions d'euros, les 40 % restants sont gardés par la famille du fondateur,.

## Personnel

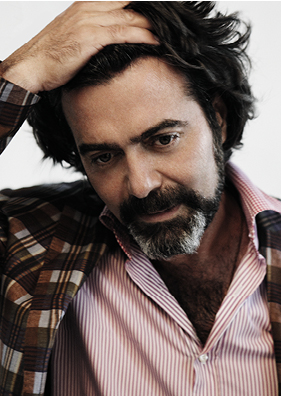
Kean Etro

Etro est associée principalement avec Gimmo (né Gerolamo), le fondateur, mais la société est gérée par ses quatre enfants. Kean Etro est le directeur de la création des collections pour hommes, l'inspiration lui vient  de ses voyages et des livres anciens de collection. Il a rejoint l'entreprise familiale en 1986 comme stagiaire. En 1990, il a conçu sa première collection homme, et en 1996, il produit un défilé de mode porté sur le concept de Nouvelle tradition.Veronica Etro est le directeur de la création de la collection pour femmes. Elle a dévoilé sa première collection en 2000.Jacopo Etro a travaillé pour l'entreprise familiale depuis 1982, devenant par la suite le directeur de la création des accessoires, du cuir, de la collection pour maison et de la collection des textiles, il s'occupe aussi de la communication. En 2010, il a également été invité à siéger dans le comité de la Chambre nationale de la mode italienne (Camera Nazionale Della Moda Italiana), comme délégué l'industrie italienne de textile. Ippolito Etro a rejoint la société en 1991, il s'est occupé de  l'Administration générale avant sa promotion au poste de directeur général. Il a déclaré dans le New York Times : « Mon père a toujours dit de nous que nous pouvions faire ce que nous voulions dans la vie ». Mais il a dit, « Si vous travaillez ici, vous devez commencer à partir de zéro ».

## Collections
La ligne pour hommes a été présentée par des défilés conceptuels ; pour la collection automne/hiver 2003, les invités ont fait une balade à travers Milan dans un train à vapeur datant de 1937, avec des mannequins marchants à travers les cabines. Les pièces masculines emblématiques d'Etro contiennent le motif Paisley. D'autres morceaux ont inclus des  chemises « cuites », où les pièces sont teintes avec des baies ou d'autres aliments afin de produire les effets souhaités.
La femme de la ligne a été lancée en 1991.
La société a également une ligne de parfums, certains utilisant le thème de « la parfumerie antique ». d'autres collections comprennent des articles de toilette, maroquinerie, accessoires de voyage, lunettes, chaussures, bijoux, et l'ameublement pour maison. En 2014, la société a ouvert sa première boutique pour la maison à Milan pendant le salon du meuble (Salone del Mobile).